# Harry Whittier Frees

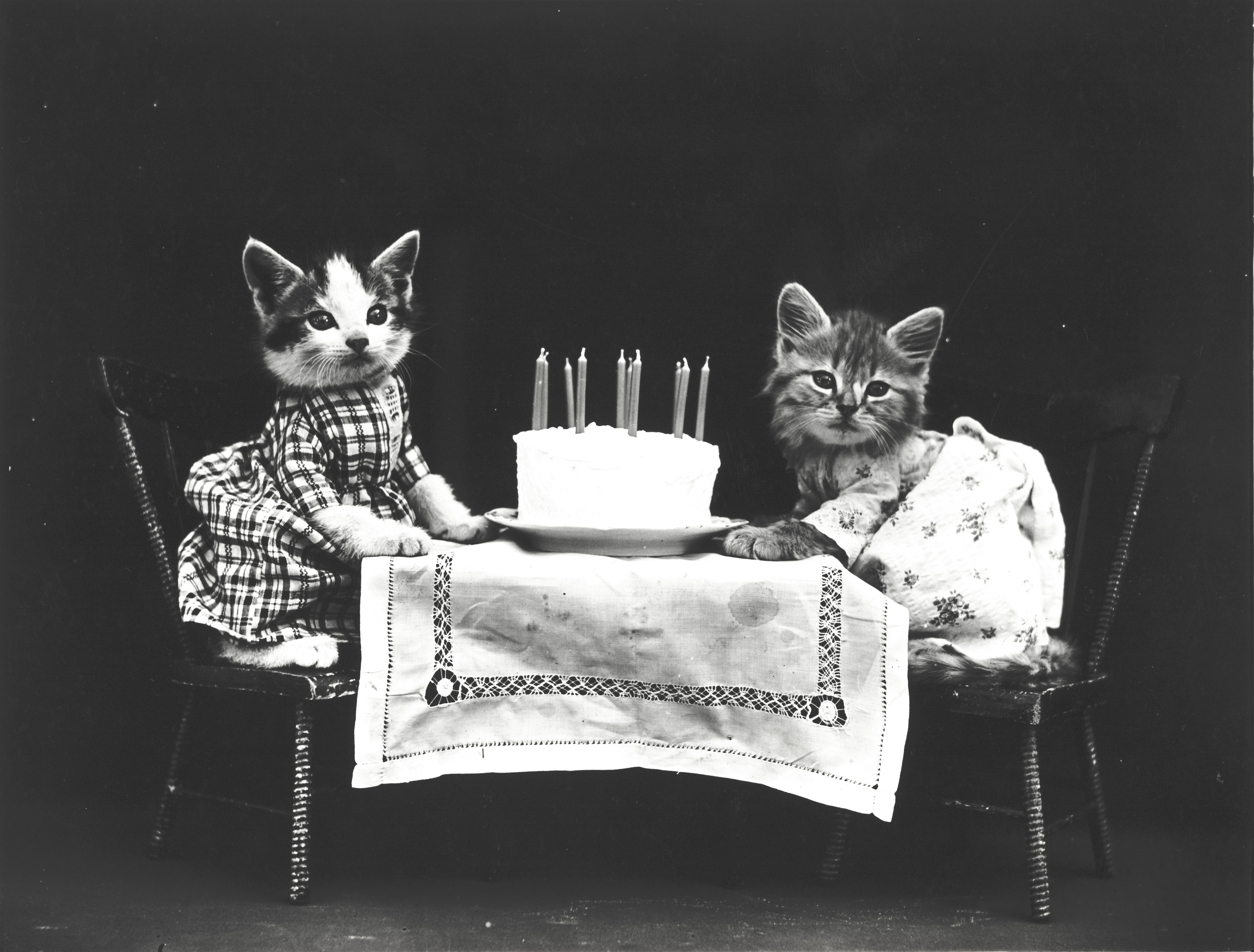
Koťata u stolu s narozeninovým dortem, 1914

Harry Whittier Frees (1879 Reading Pensylvánie – 1953 Clearwater Florida) byl americký fotograf, který se na začátku 20. století proslavil snímky živých zvířat v lidských šatech aranžovaných do scén připomínajících lidskou činnost. Tyto fotografie byly tištěny nejprve jako pohlednice, kalendáře a později jako ilustrace k vlastním i cizím dětským knihám a jako přílohy časopisů. Nejčastěji fotografoval koťata, štěňata a králíky, které si půjčoval od sousedů a chovatelů. Podle jeho slov byli králíci nejmírnější, ale neuměli dobře pózovat, štěňata nejučenlivější a koťata nejuniverzálnější. Používal 1/5 sekundovou expozici a pohyb zvířat omezoval pomocí silně naškrobených kostýmů, špendlíků a vidliček. Zvířata fotografoval jen tři měsíce v roce, protože byl pro něj tento proces velmi vyčerpávající.

## Životopis
Narodil se na jaře 1879 ve městě Reading v Pensylvániii a vyrůstal v Oaks, dnešním předměstí Filadelfie. V roce 1937 žil a pracoval v nedalekém městečku Audubon, kde mu jeho hospodyně šila kostýmy pro zvířata. Nikdy se neoženil a většinu života se staral o rodiče. Po jejich smrti ve 40. letech se odstěhoval do Clearwateru na Floridě, kde v roce 1953 spáchal po sebevraždu poté, co mu byla diagnostikována rakovina.

### Pouze fotografie
- The Pussycat Princess
- Four Little Kittens
- Four Little Puppies
- Yip and Yap

## Galerie

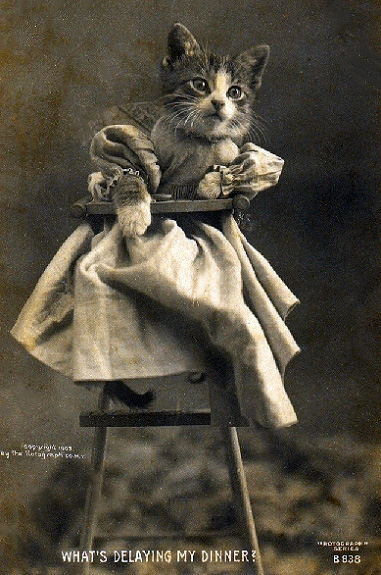
Pohlednice s kotětem v dětské židli s nápisem “What's delaying my dinner?” („Kde je má večeře?“), kolem 1905

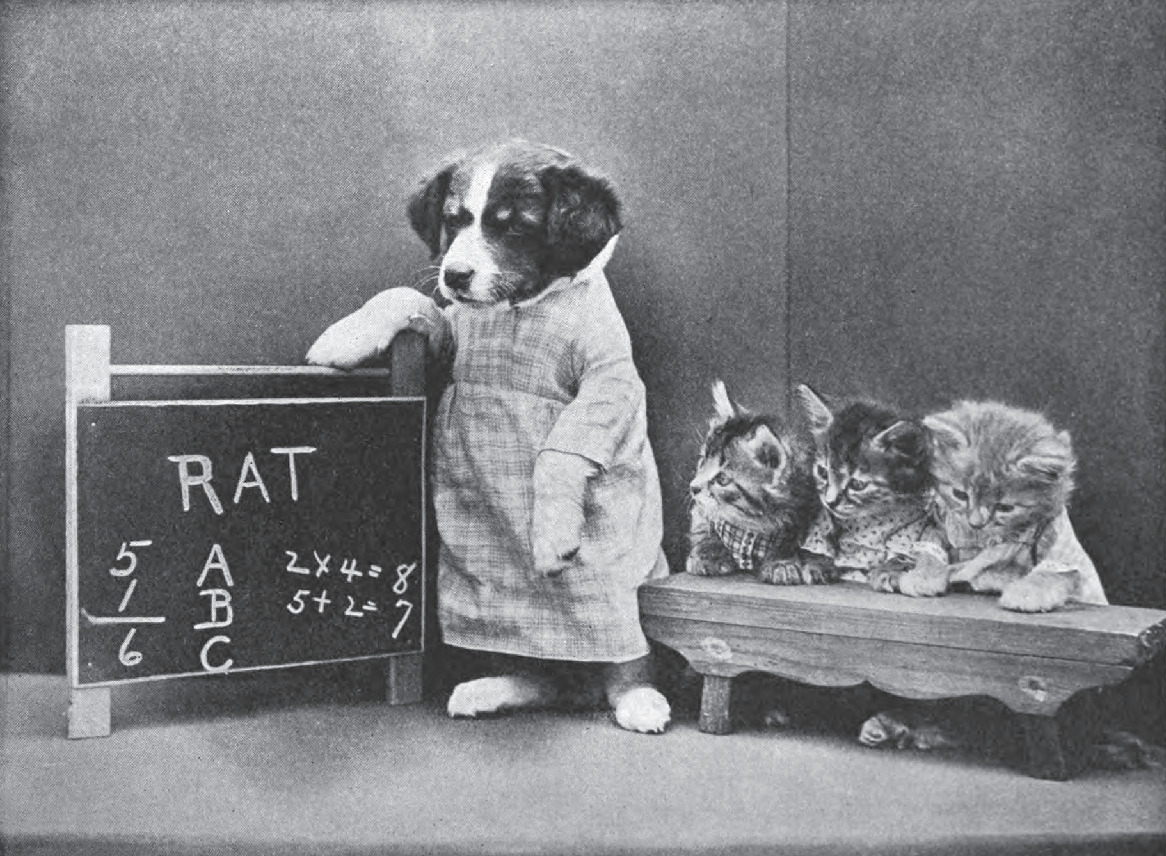
The Little Folks of Animal Land
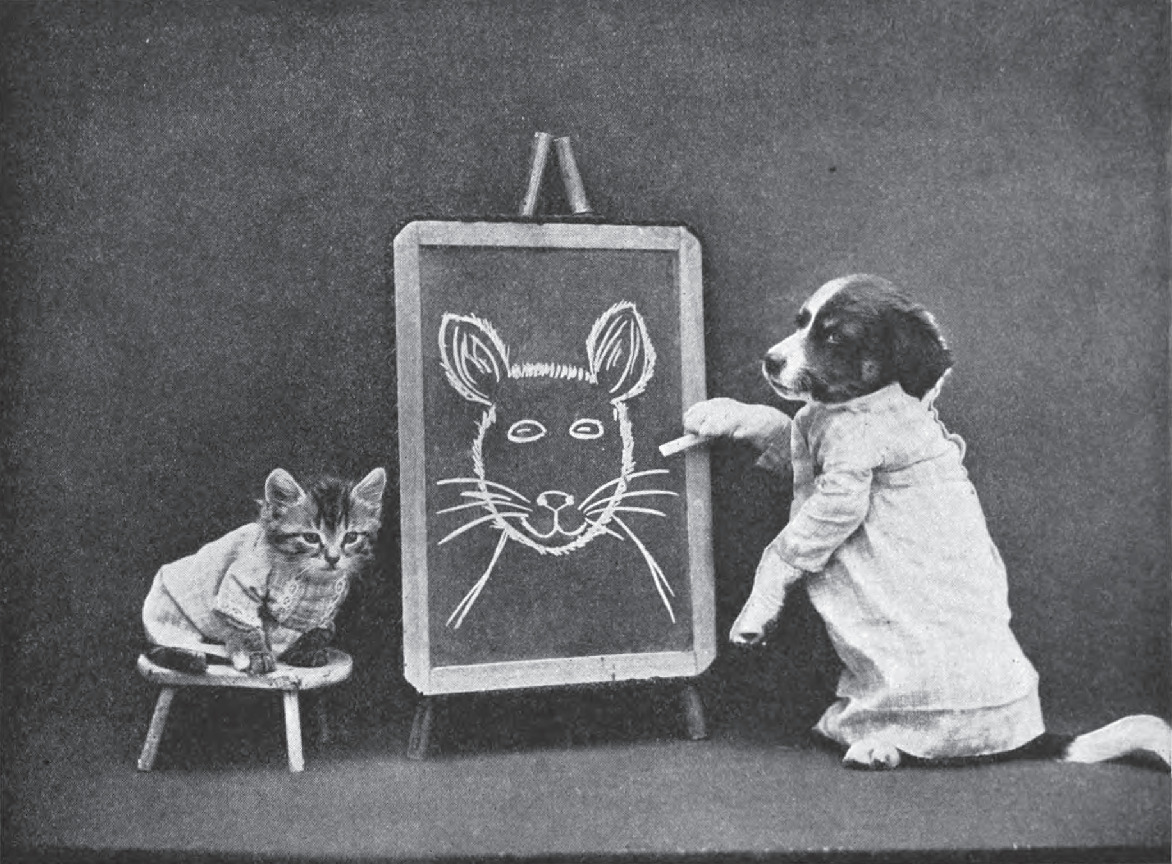
The Little Folks of Animal Land
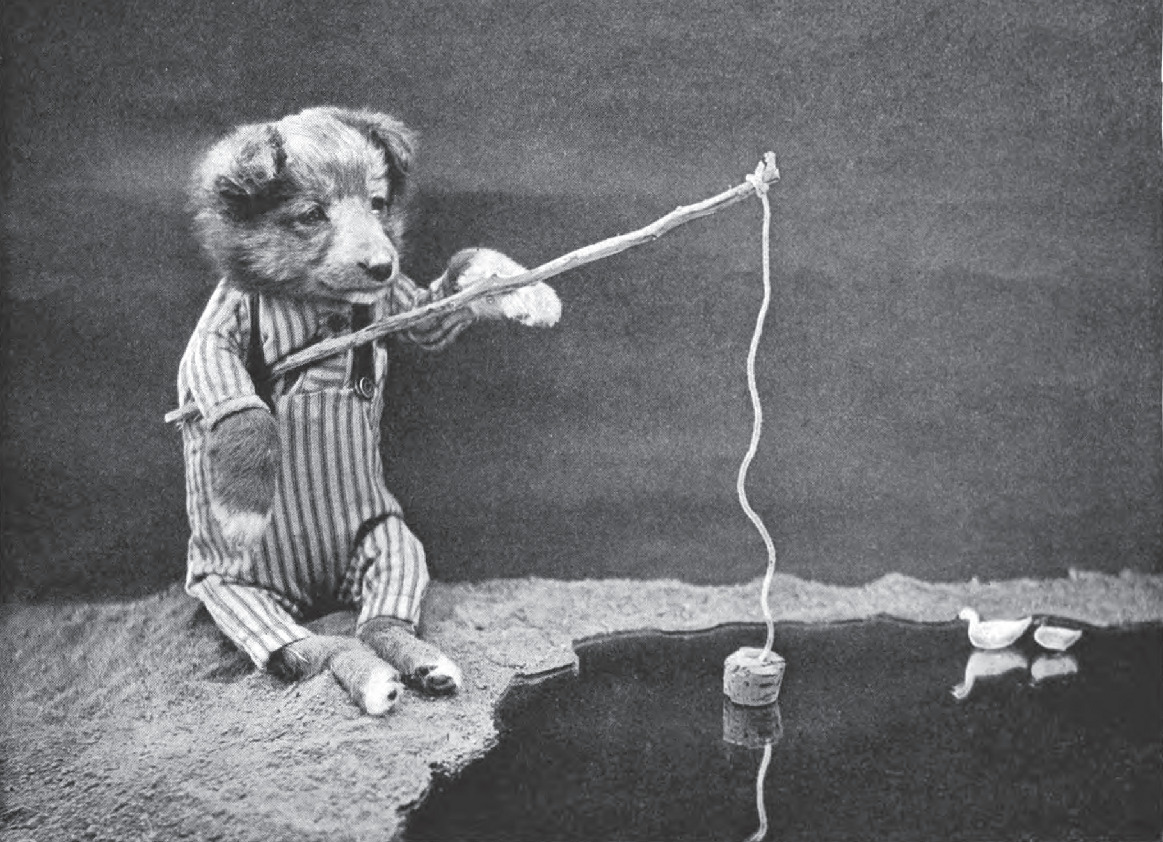
The Little Folks of Animal Land
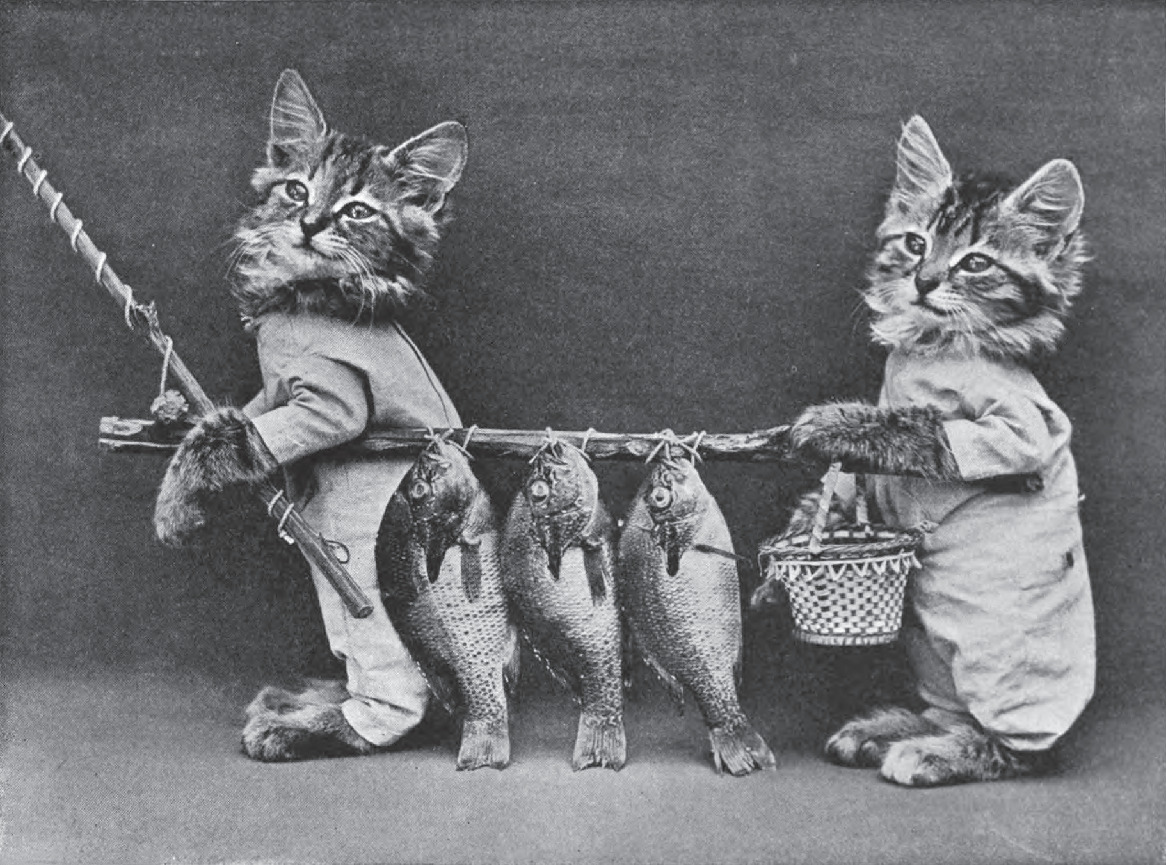
The Little Folks of Animal Land
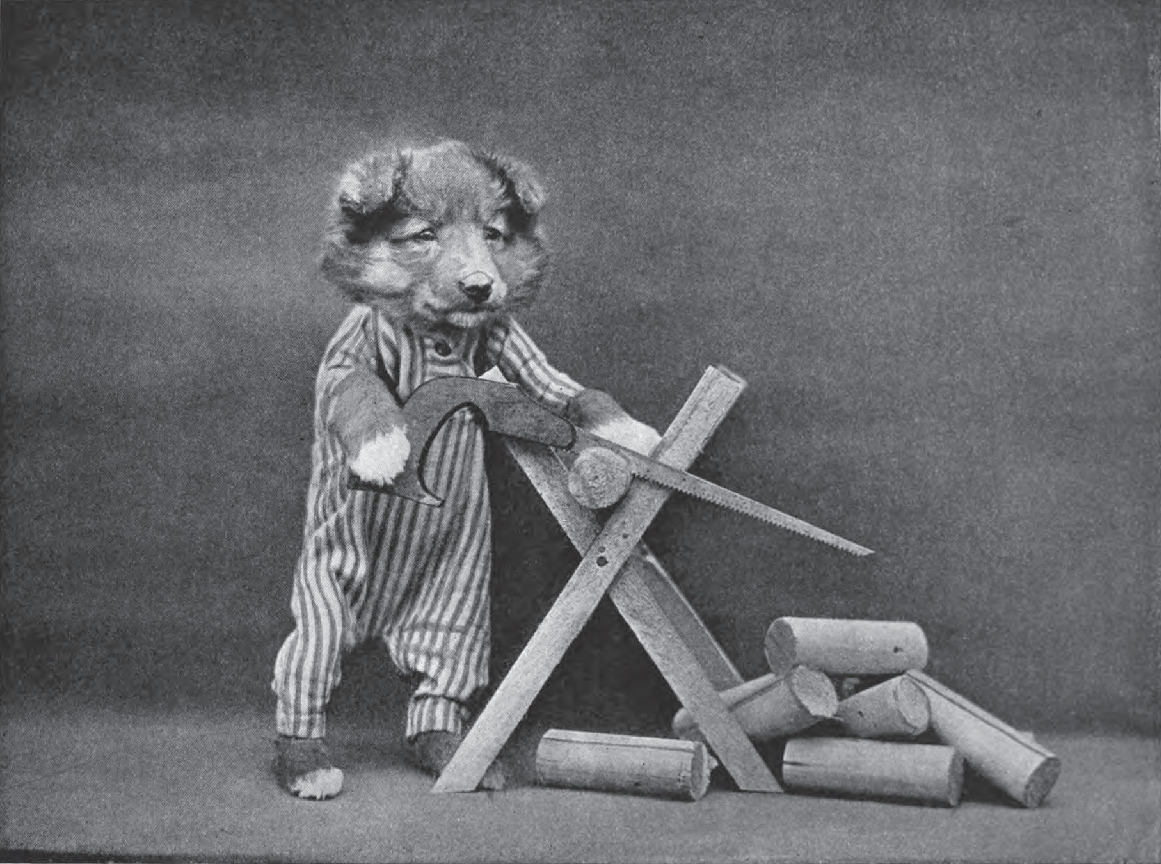
The Little Folks of Animal Land
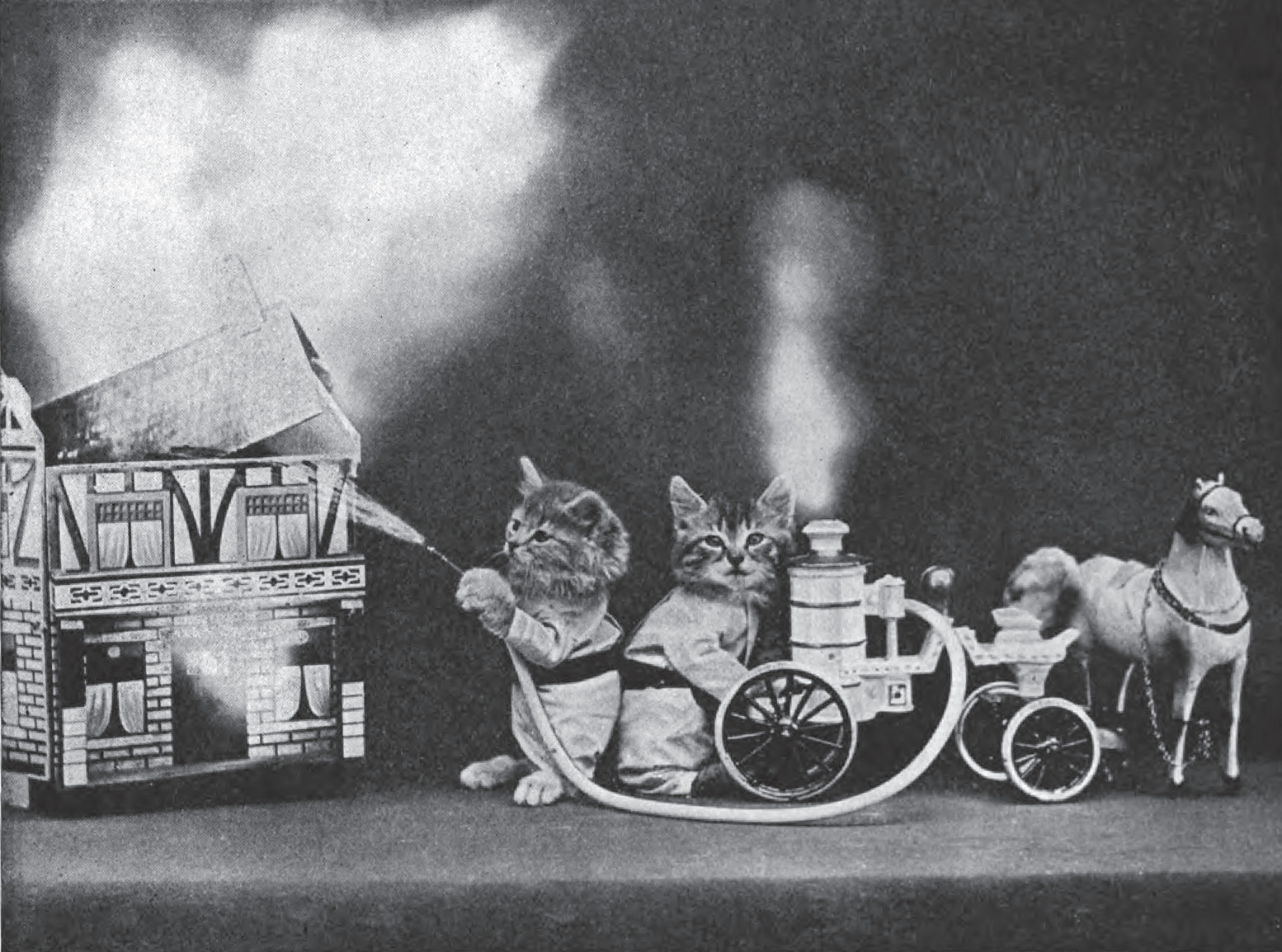
The Little Folks of Animal Land
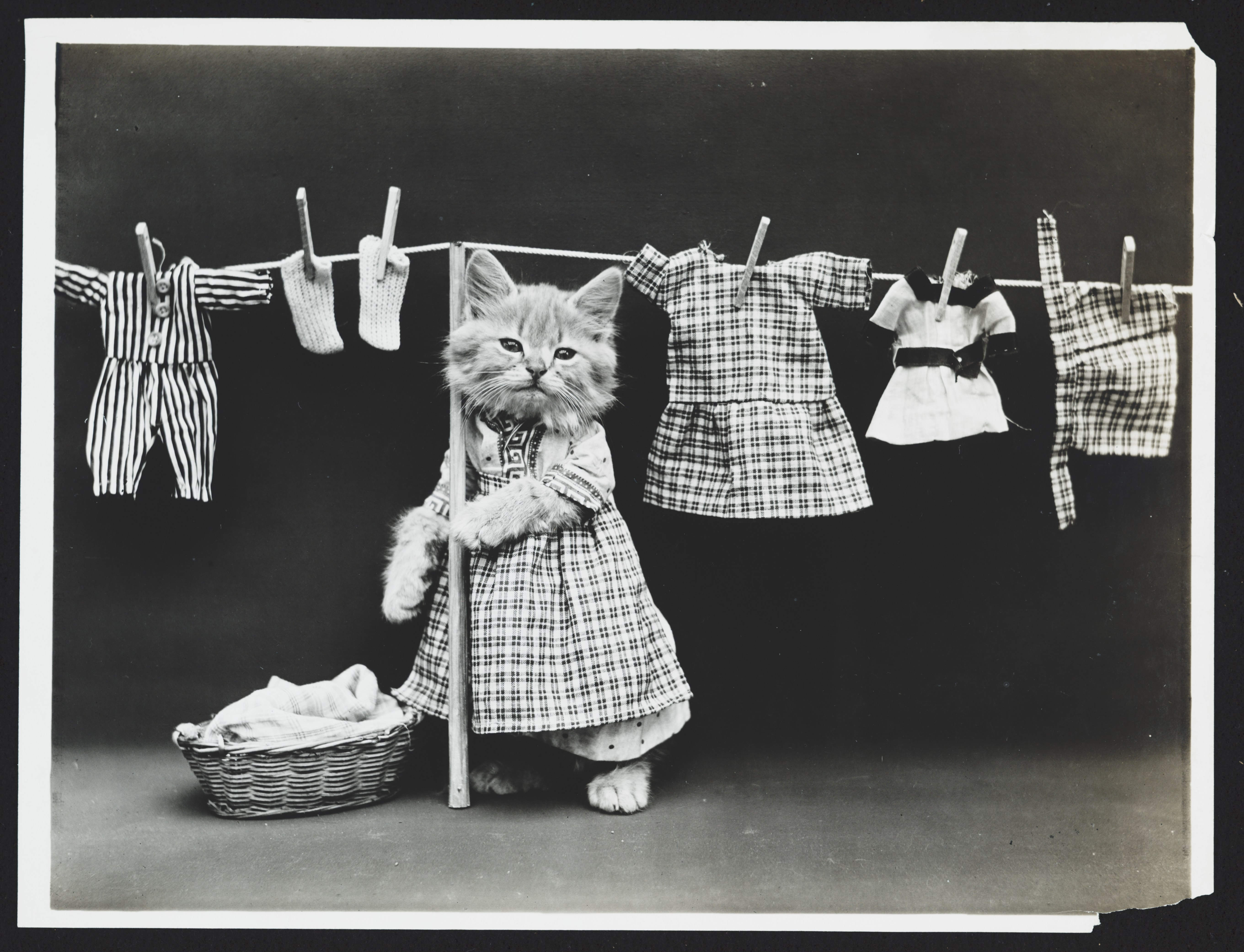
Hanging up the wash
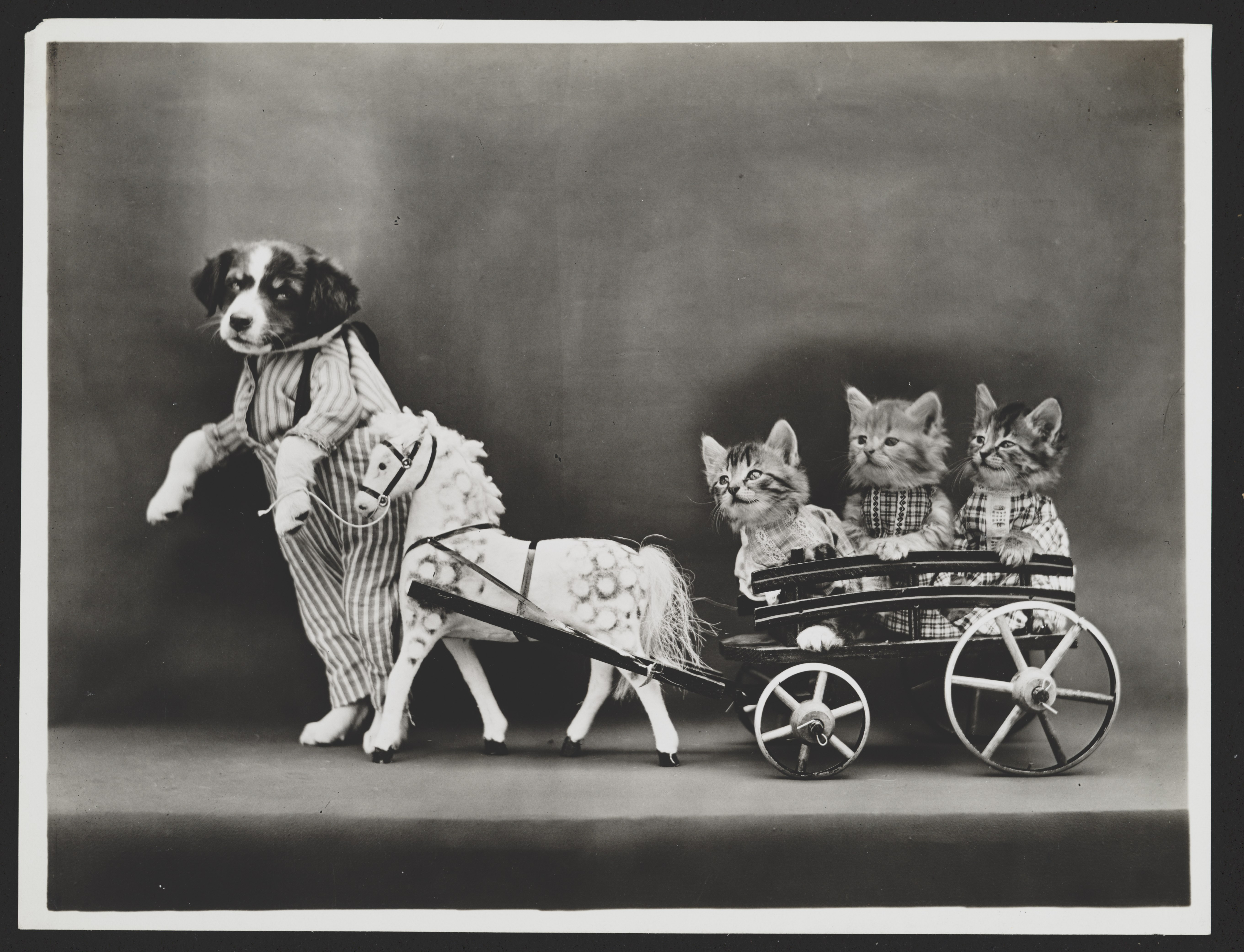
A joy-ride